# Blue Sea
Blue Sea est une municipalité du Québec dans la municipalité régionale de comté de La Vallée-de-la-Gatineau et de la région administrative de l'Outaouais.

## Toponymie
D'abord nommée Bouchette-Sud en 1921, puis Blue Sea en 1931, l'endroit doit son nom au lac Blue Sea situé sur son territoire.

## Géographie
À partir du lac Blue Sea, dont la partie sud couvre le nord-est de la municipalité jusqu'au centre-ville, la rivière Blue Sea coule vers le sud.

## Démographie
| 1991 | 1996 | 2001 | 2006 | 2011 | 2016 | 2021 |
| ---- | ---- | ---- | ---- | ---- | ---- | ---- |
| 520  | 595  | 570  | 608  | 674  | 639  | 696  |

## Administration
Les élections municipales se font en bloc pour le maire et les six conseillers.
| Blue Sea Maires depuis 2003                                                                                          |                |         |          |
| Élection | Maire          | Qualité | Résultat |
| 2003 | Yvon Bélanger  |         | Voir     |
| 2005 | Laurent Fortin |         | Voir     |
| 2009 | Laurent Fortin | Voir    |          |
| 2013 | Laurent Fortin | Voir    |          |
| 2017 | Laurent Fortin | Voir    |          |
| 2021 | Laurent Fortin | Voir    |          |
| Élection partielle en italique Depuis 2005, les élections sont simultanées dans toutes les municipalités québécoises |                |         |          |

## Attraits
Elle compte une maison des jeunes et une patinoire depuis 2004 [réf. souhaitée].